# 维耶尔河
维耶尔河（法語：Vière，法語發音：[vjɛʁ]）是法国大东部大区马恩省的河流，是谢河的右支流，长42.2千米。